# Avenue Kifissías
L'avenue Kifissías (grec moderne : Λεωφόρος Κηφισίας, « avenue de Kifissiá »), est une des avenues les plus longues de l'agglomération d'Athènes. 

## Situation et accès
Elle commence à l'intersection de l'avenue Alexándras et de l'avenue Mesogeion, dans le prolongement de l'avenue Vasilíssis Sofías au nord-est d'Athènes (7e district) et forme un axe nord-sud sur une vingtaine de kilomètres à travers Filothéi, Néo Psychikó et Maroússi jusqu'à Néa Erythréa au nord de la municipalité de Kifissiá. Elle se termine en deux branches : l'une pour rejoindre l'autoroute Athènes-Lamia vers le nord et l'autre constituant l'avenue Theseion qui suit le vieux chemin de Marathon vers le nord-est.
C'est autour de cet axe que s'est développée la banlieue nord d'Athènes au XXe siècle.
Elle traverse plusieurs croisements dont ceux d'Ambelókipi, de Psychikó et de Chalándri. Elle passe par l'échangeur de la E94 (l'autoroute périurbaine dite Attikí Odós) au niveau de la gare de la ligne du Proastiakós dans le quartier d'affaires Parádisos Amaroussíou de Maroússi.
C'est une rue commerciale d'importance et de nombreuses compagnies grecques y ont leur siège social, tel l'OTE. On y trouve aussi de nombreuses ambassades et consulats, des hôpitaux, l'hôtel President ainsi que les tours d'Athènes (en), le plus haut bâtiment de Grèce.

## Origine du nom
Elle porte le nom de Kephissia, ancienne bourgade au nord de l'Athènes antique, actuellement municipalité du Grand Athènes.

## Historique

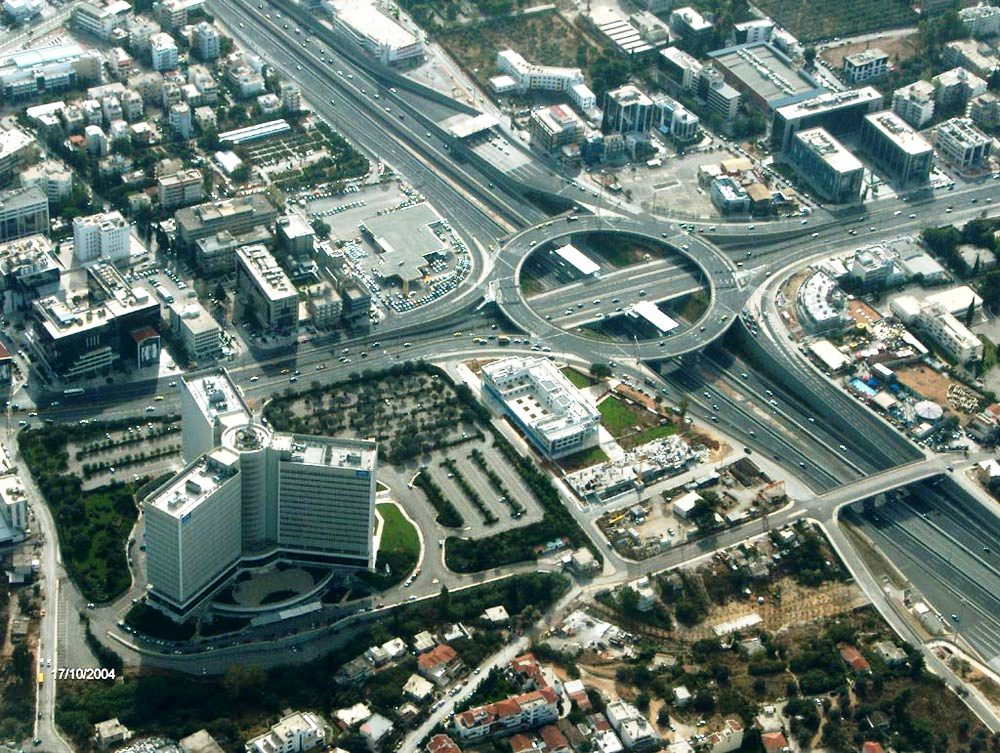
Kifissía, croisement de l'avenue Kifissías et de l'Attikí Odós, avec vue du siège de l'ΟΤΕ.

## Sources
- (en)/(el) Cet article est partiellement ou en totalité issu des articles intitulés en anglais « Kifissias_Avenue » (voir la liste des auteurs) et en grec moderne « Λεωφόρος_Κηφισίας » (voir la liste des auteurs).